# Fulgorídeos

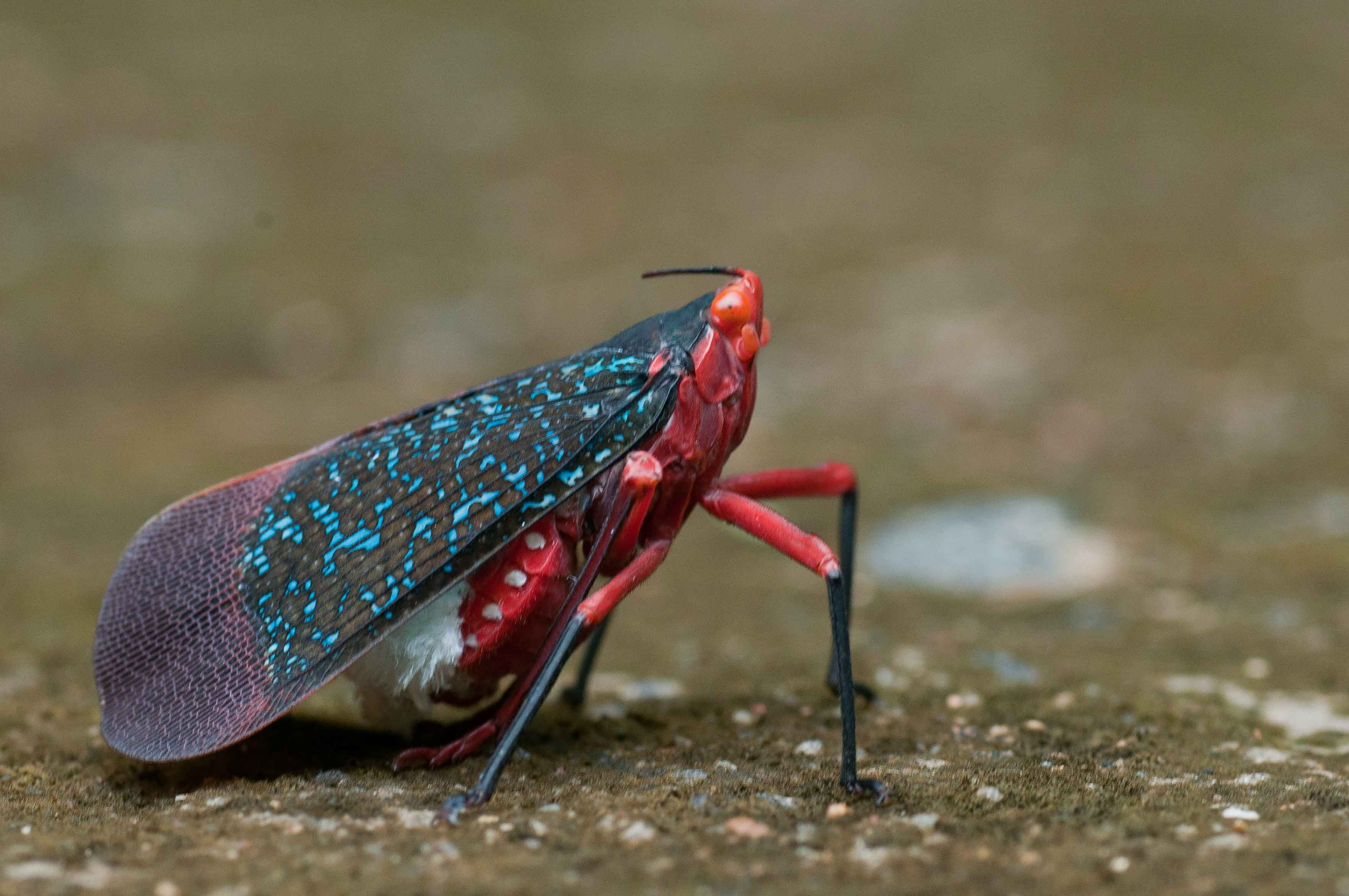
Kalidasa sp., outro membro desta família encontrado nos trópicos da Ásia.

Fulgorídeos (Fulgoridae) é uma família de insetos hemípteros, especialmente abundante e diversificada nos trópicos, que agrupa mais de 125 géneros em todo o mundo. São em sua maioria insectos de moderado a grande porte, muitos deles com uma semelhança superficial aos membros da ordem Lepidoptera (lepidópteros), devido à brilhante e variada coloração das asas. Diversos géneros e espécies (especialmente dos géneros Fulgora e Pyrops) são por vezes referidas como insecto-lanterna, embora não emitam luz.

## Descrição
No Brasil, os fulgorídeos também são comumente referidos como cigarras ou cigarrinhas, embora não cantem. Os Fulgoridae pertencem à mesma ordem (Hemiptera) e subordem (Auchenorrhyncha) das cigarras, mas a uma infraordem diferente (Fulgoromorpha - enquanto as cigarras estão em Cicadomorpha).

## Taxonomia
Um sistema de classificação dos Fulgoridae publicado em 1938 por Zeno Payne Metcalf, melhorado em 1947, reconhecia 5 subfamílias (Amyclinae, Aphaeninae, Fulgorinae, Phenacinae e Poiocerinae) e 12 tribos entre os Fulgoridae.
Em 1963 Victor Lallemand propôs a divisão dos Fulgoridae em 8 subfamílias (Amyclinae, Aphaeninae, Enchophorinae, Fulgorinae, Phenacinae, Poiocerinae, Xosopharinae e Zanninae) e 11 tribos. Eta classificação mereceu aceitação generalizada.
Contudo, e 2008 os resultados de análises moleculares realizadas por Julie Urban mostraram existir necessidade de uma revisão substancial da composição e circunscrição taxonómica das famílias e tribos dos Fulgoridae, já que um sistema de classificação assente apenas na análise morfológica não reflectia adequadamente a complexidade da evolução do agrupamento taxonómico Fulgoridae. Esse trabalho foi complementado em 2009, concluindo-se que os Zanninae podem mesmo não fazer parte dos Fulgoridae.

### Diversidade

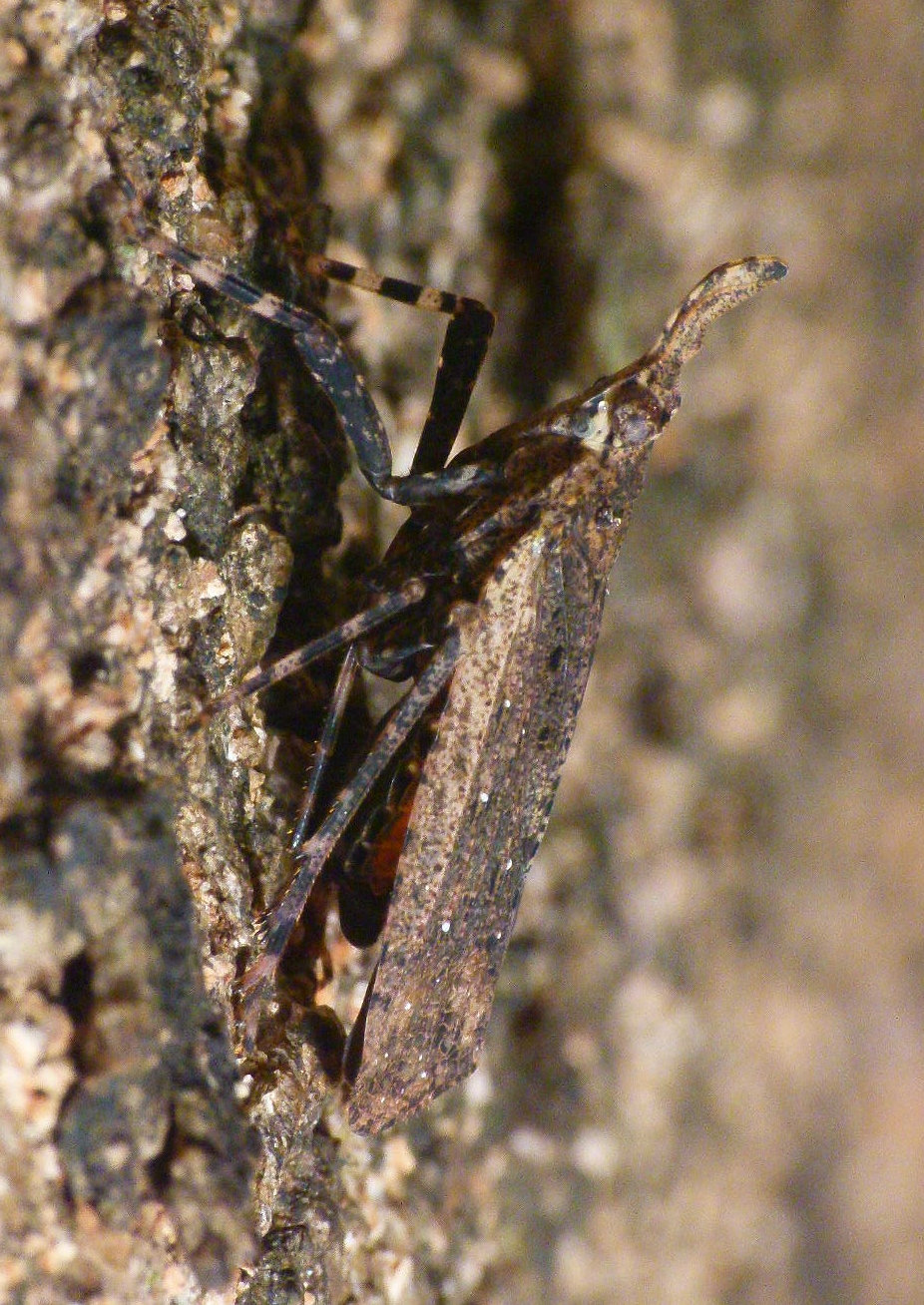
Alcathous fecialis (Índia)

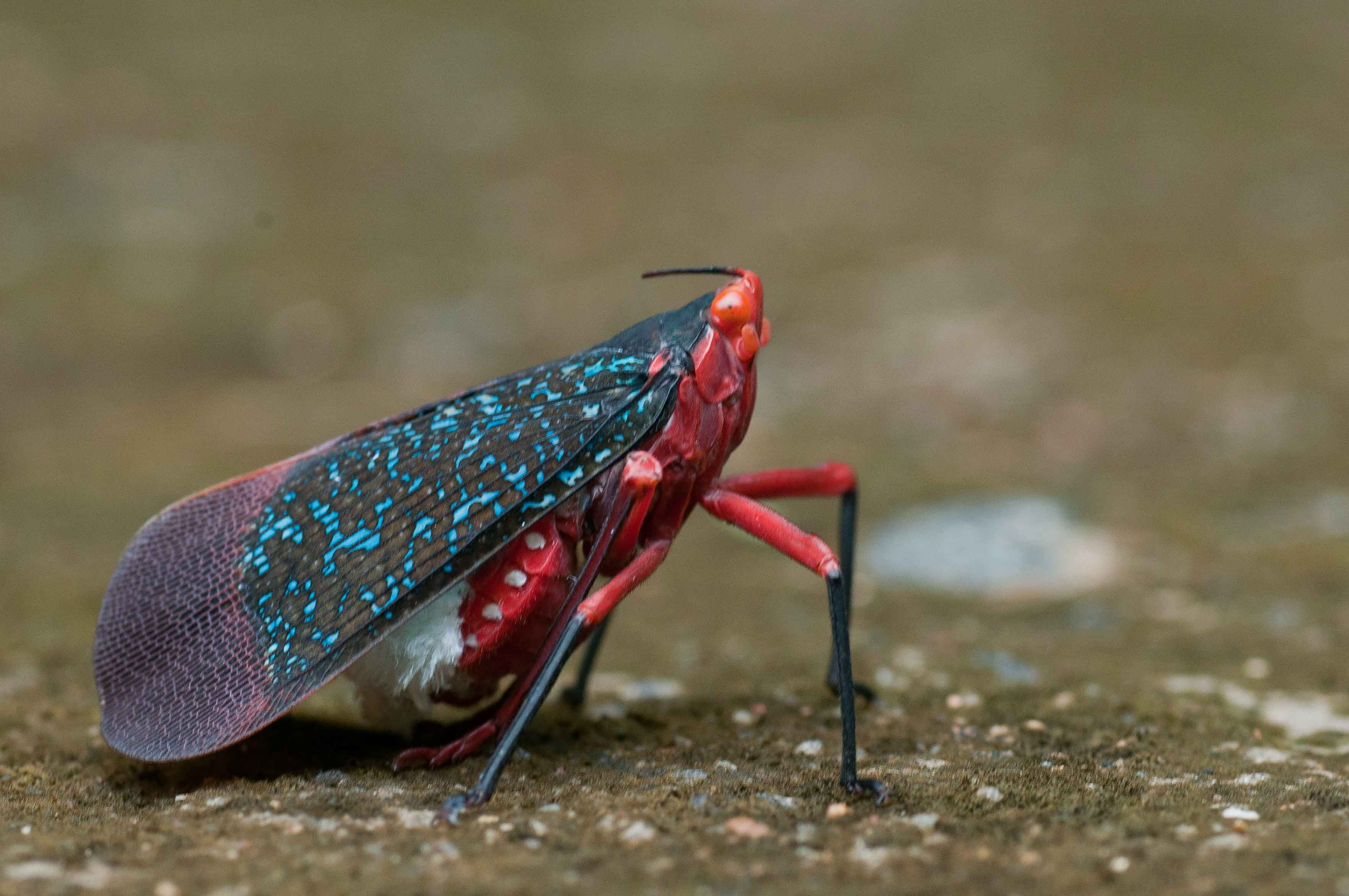
Kalidasa sp., um género que ocorre nas regiões tropicais da Ásia

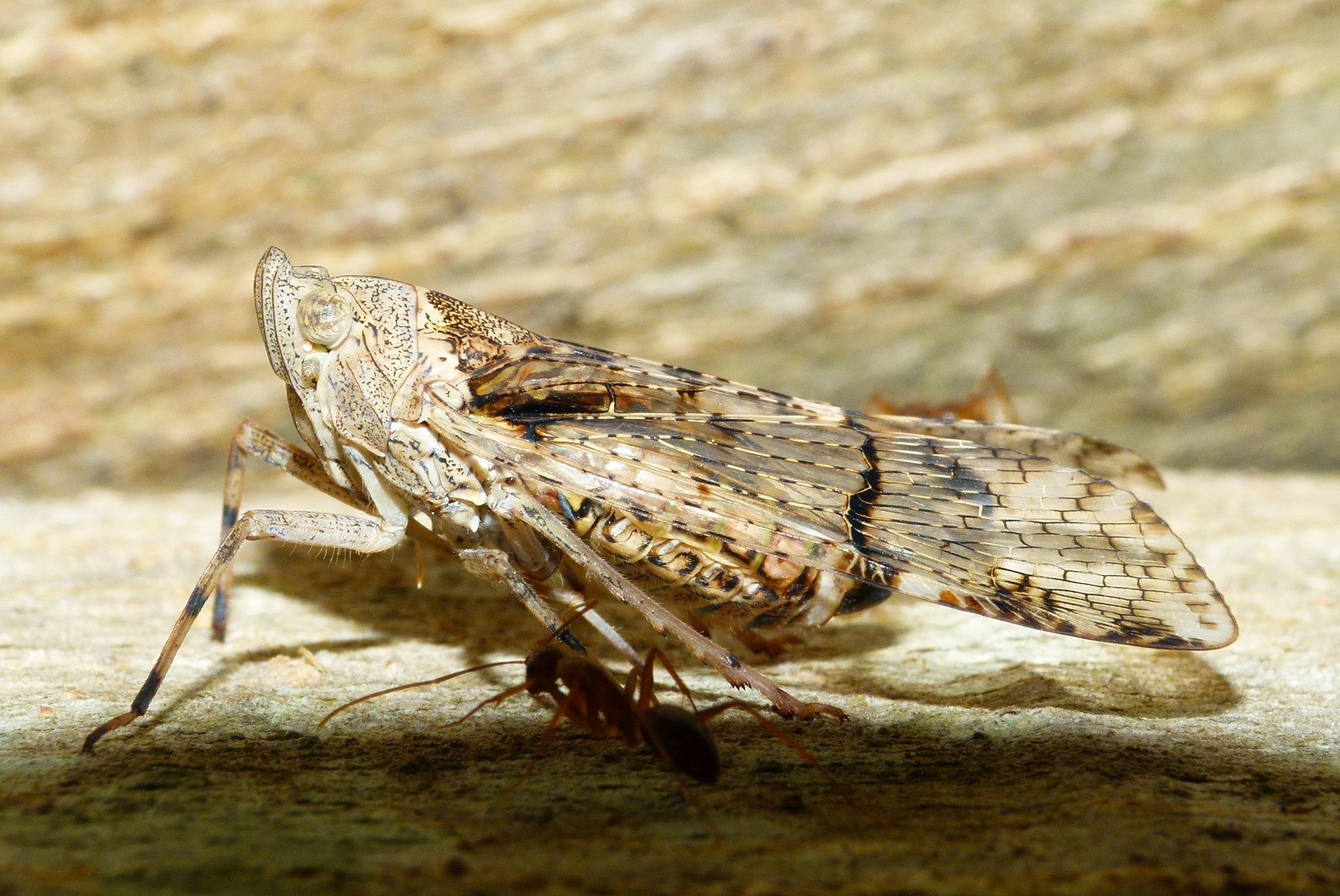
Dichoptera hyalinata (Índia)

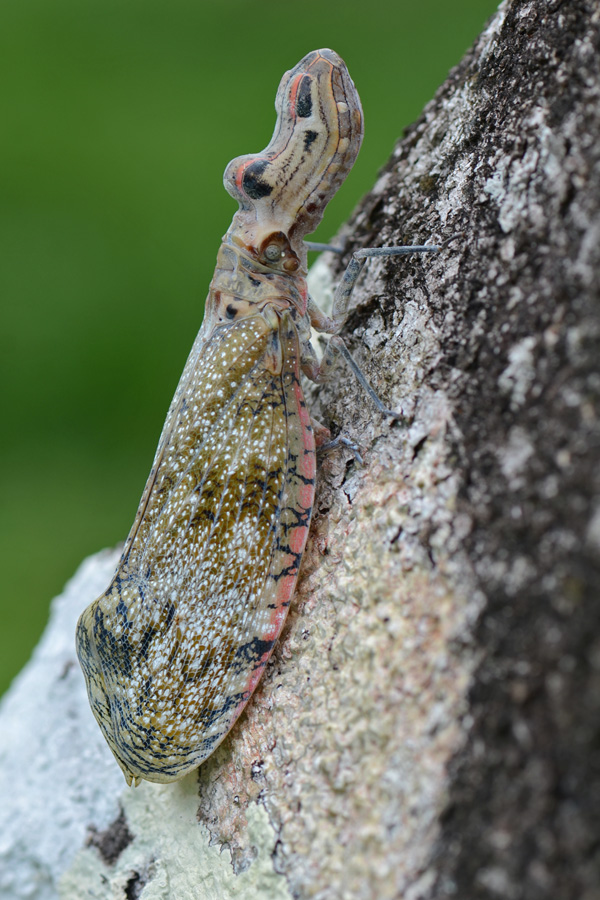
Fulgora sp.

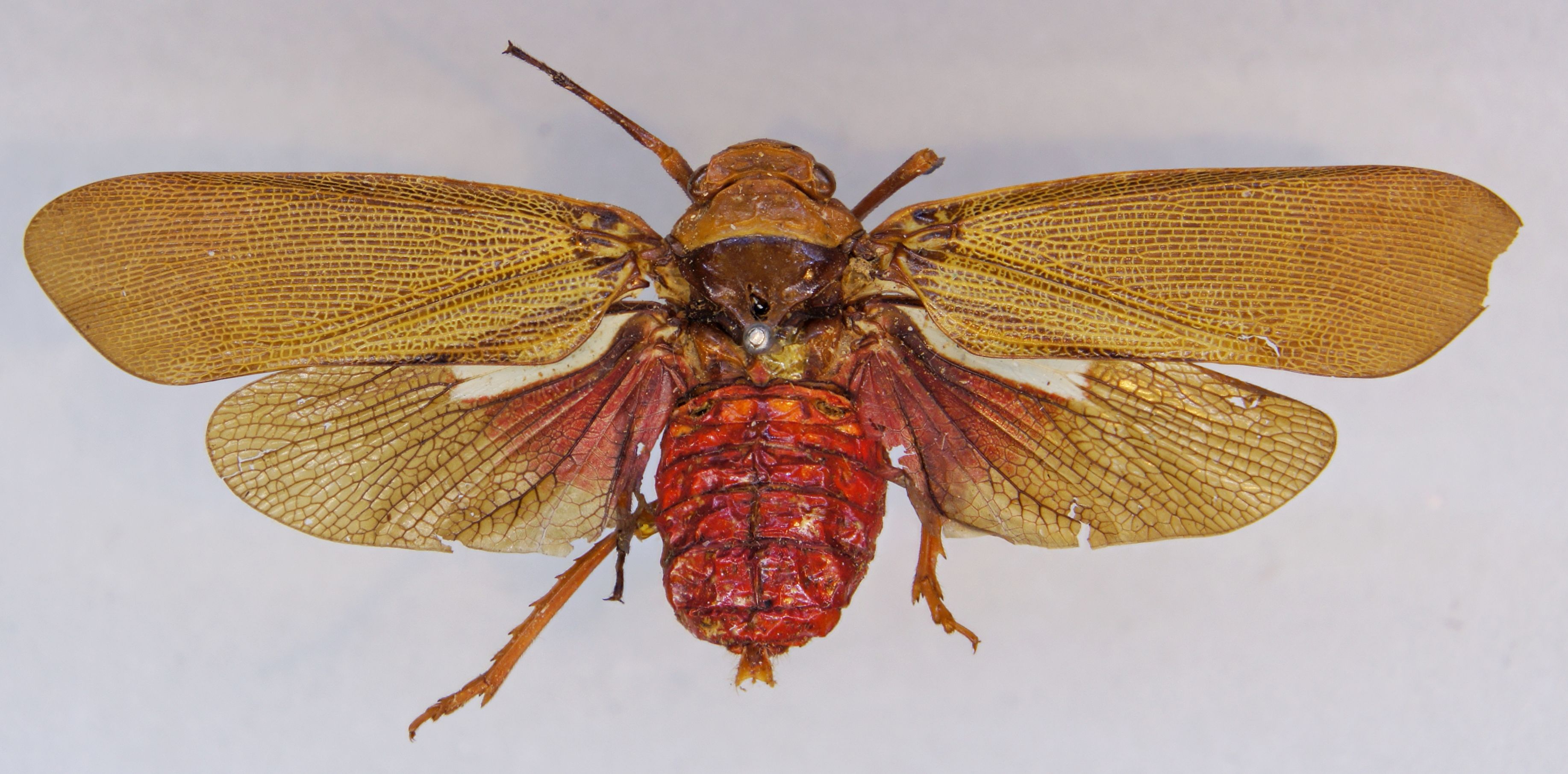
Polydictya uniformis

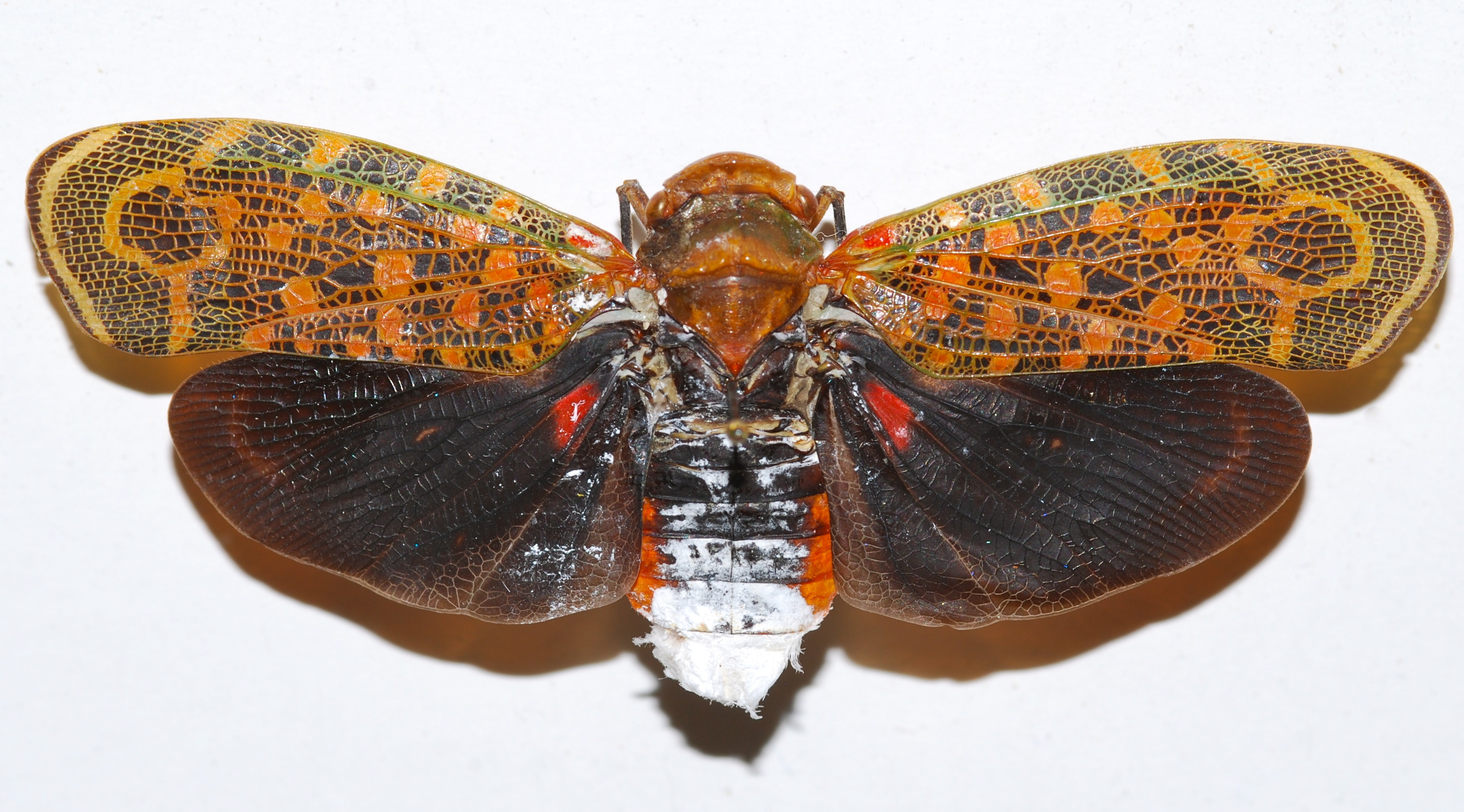
Poiocera pandora (Peru)

As bases de dados NCBI e Hemiptera Database a seguinte lista de subfamílias e um conjunto seleccionado de géneros:
- Amyclinae (América Central, África, Austrália)
  - - tribo Amyclini Metcalf, 1938 (América Central, África)
    - Alcathous Stål, 1863
    - Amycle Stål, 1861
    - Druentia Stål, 1866
    - Rhabdocephala Van Duzee, 1929
    - Scolopsella Ball, 1905

  - - tribo Xosopharini Metcalf, 1947 (África, Austrália)
    - Eningia Walker, 1858
    - Eurinopsyche Kirkaldy, 1906
    - Mantosyna Stål, 1869
    - Rentinus Metcalf, 1947
    - Xosophara Kirkaldy, 1904
- Aphaeninae
  - Aphaena Guérin-Méneville, 1834[10] (Índia, China Indochina)
  - Kalidasa (Indochina)
  - Lycorma  (Indochina)
  - Neolieftinckana Lallemand, 1963 (Papua Nova Guiné)
  - Omalocephala Spinola, 1839[11]
  - Penthicodes (Indochina)
  - Scamandra Stål, 1863 (Malésia)
- Dichopterinae Melichar, 1912
  - - tribo Cladodipterini Metcalf, 1938 (América do Sul)
    - Cladodiptera Spinola, 1839
    - Diacira Walker, 1858
    - Sclerodepsa Emeljanov, 2011

  - - tribo Dichopterini Melichar, 1912
    - Dichoptera Spinola, 1839 (género tipo - Ásia)
    - †Wedelphus Szwedo & Wappler, 2006

  - - tribo Dorysarthrini Emeljanov, 1979 (África e Ásia)
    - Dorysarthrus Puton, 1895
    - Pibrocha Kirkaldy, 1902

  - - tribo Protachilini Emeljanov, 2013
    - Protachilus Fennah, 1944
- Fulgorinae
  - Aphrodisias Kirkaldy, 1906[12] (América Central)
  - Cathedra Kirkaldy, 1903 (monotípico, América do Sul)
  - Fulgora Linné, 1767 (regiões tropicais das Américas)
  - Odontoptera Carreno, 1841 (regiões tropicais das Américas)
  - Pyrops Spinola, 1839 (regiões tropicais da Ásia)
  - Saiva Distant, 1906 (Índia, Indochina, Malésia)
  - Zanna Kirkaldy, 1902 (África, Ásia)
- Lyncidinae Schmidt, 1915 (sul da África)
  - Lyncides Stål, 1866
  - Risius Stål, 1859
- Phenacinae (América Central e América do Sul)
  - Cerogenes Horváth, 1909
  - Menenia Stål, 1866
  - Phenax Germar, 1833
  - Pterodictya Burmeister, 1835
- Poiocerinae
  - Alphina Stål, 1863
  - Calyptoproctus Spinola, 1839 (Américas)
  - Cyrpoptus Stål, 1862
  - Poblicia Stål, 1866 (América do Norte)
  - Polydictya Guérin-Méneville, 1844 (Sueste da Ásia:[13] Indochina, Malésia)
  - Poiocera De Laporte, 1832
  - Scaralis Stål, 1863
- Strongylodematinae Fennah, 1962 (sul da África)
  - Capocles Emeljanov, 2004
  - Capenopsis Melichar, 1912
  - Codon (bug) Fennah, 1962
  - Strongylodemas Stål, 1853
  - Tecmar (bug) Fennah, 1962
- Fulgoridae incertae sedis
  - Amdewana Nast, 1951 (neotropical)
  - Amerzanna O'Brien, 1991
  - Flatolystra Nast, 1950 (América do Sul)
  - Fulgoricesa Koçak & Kemal, 2010 monotípico: Fulgoricesa peruviana (Lallemand, 1956) (sinónimo taxonómico: Weyrauchia).
  - Lystra Fabricius, 1803 (América do Sul e Central)
  - Neocynthus Nast, 1950 (América do Sul)
  - Pyrgoteles Gerstaecker, 1873 (África)
  - Stalubra O'Brien, 1991 (América do Sul)
- Nota:
  - Laternaria é um nomen nudum de Pyrops
  - Pyrilla Stål, 1859 está agora colocada nos Lophopidae
  - A espécie tipo do género Apossoda, A. togoensis Schmidt, 1911 foi entretanto movida para o binome Pyrgoteles togoensis.(Schmidt, 1911)[14]